# Гулий-Гуленко Андрій Олексійович
Андрі́й Олексі́йович Гулий-Гуле́нко (нар. жовтень 1886, Новоархангельськ — пом. 10 травня 1929) — український військовий діяч часів УНР, отаман та генерал-хорунжий армії УНР.

## Життєпис

### Ранні роки
Народився в родині військових поселенців. Закінчив Рішельєвську гімназію в Одесі (1907) та Новоолександрійський інститут сільського господарства і лісівництва (1911) в Ново-Олександрії (сучасне місто Пулави). Брав участь в діяльності української громади.

### Військова служба в Російській армії
Протягом 1911—1914 років проходив військову службу в 11 саперному батальйоні російської армії. У його складі (переформованого у грудні 1916 року в 11 інженерний полк) брав участь у Першій світовій війні. Був тричі поранений, після останнього - визнаний непридатним до служби на фронті та направлений у тил Румунського фронту. Нагороджений 4 березня 1917 року орденом Святого Георгія 4 ступеня. Останнє звання у російській армії — штабс-капітан.

### Визвольні змагання

Уряд Директорії та вище командування Армії УНР після наради в Ялтушкові, 7.11.1920 р.
Перший ряд: Іван Омелянович-Павленко (1), Симон Петлюра (2), Михайло Омелянович-Павленко (3), Гаврило Базильський (4).
Другий ряд: Андрій Лівицький (5), Олександр Саліковський (6).
Третій ряд: Євген Архипенко (7), Олександр Удовиченко (8), Олексій Галкин (9), Олександр Загродський (10), Пінхас Красний (11), Марко Безручко (12), Андрій Долуд (13), Петро Ліпко (14), Андрій Гулий-Гуленко (15), Сергій Тимошенко (16)

Після Лютневої революції був один із організаторів українського руху на румунському фронті, делегатом РУМЧЕРОДу та Першого всеукраїнського військового з'їзду. З листопада 1917 року — начальник господарчого відділу управління технічних військ Українського Генерального штабу. Брав участь у вуличних боях проти більшовиків у січні 1918 року у Києві. У квітні 1918 року був призначений командиром інженерного полку 3-го Херсонського корпусу Армії УНР.
Після приходу до влади Павла Скоропадського був звільнений з посади як офіцер воєнного часу (тобто як такий, що не мав належної військової освіти). Перебував у Катеринославі, Ростові-на-Дону та Новоросійську, який у той час був центром українського руху на Північному Кавказі. На нетривалий час був заарештований контррозвідкою білогвардійців.
У листопаді 1918 року, перебуваючи у Катеринославі, очолив антигетьманське повстання. З грудня  — начальник так званого Катеринославського Коша Дієвої армії УНР. В січні 1919 року організаційні заходи увінчалися створенням фронту Херсон-Олександрівськ (Запоріжжя) проти білогвардійців і фронту Олександрівськ-Новомосковськ проти військ Нестора Махна. В лютому під тиском військ більшовиків та отамана Матвія Григор'єва, який перейшов на їх бік, змушений був відступити на захід.
З 12 червня 1919 року — штаб-старшина для доручень при військовому міністрі УНР.
Влітку 1919 року долучився до українського повстанського руху та ввійшов до складу Центрального повстанського комітету. Восени організував
військовий загін з кількох сотень бійців та здійснив рейд тилами білогвардійців та більшовиків. У листопаді 1919 року отаман Катеринославщини і Херсонщини Андрій Гулий-Гуленко відвідав Холодного Яру. Тоді Головним Отаманом Холодного Яру був Василь Чучупак. Йому підпорядковувалися отамани Герасим Нестеренко-Орел, Трифон Гладченко, Михайло Мелашко, Сірко, Око, Чорний Ворон (Чорногузько), Мефодій Голик-Залізняк, Семен Вовк, Олекса Коцюбенко, Калюжний, Д. Канатенко, 1-й і 2-й Олександрійські полки. У грудні, розгромивши добровольців генерала Антона Денікіна біля Знам'янки та Фундукліївки, Гулий пішов штурмом на Єлисаветград, вибив противника та захопив місто. До кінця року його частини контролювали територію Черкаси-Єлисаветград-Катеринослав. Чисельність повстанських відділів, що у цей йому підпорядковувалися, доходила до 20 тисяч чоловік.
25 січня 1920 року у Володимирівці Єлисаветградського повіту Херсонської губернії загони Гулого-Гуленка зустрілися з південною колоною армії УНР під проводом отамана Михайла Омеляновича-Павленка, що в цей час здійснювала Перший зимовий похід. Під час загальної наради в штабі отамана, він доповів командуванню армії УНР про ситуацію — організація повстанських загонів під його керівництвом «охоплювала терени Херсонщини, Катеринославщини, вище по Дніпру до Холодного Яру». Після цього було ухвалено рішення про входження загонів отамана до армії УНР. 12 лютого 1920 року повстанці влилися до складу Запорізької дивізії Дієвої армії УНР (згодом — 1-а Запорізька дивізія), яку очолив Гулий-Гуленко. Дивізія під його керівництвом відзначилася під час взяття штурмом 16 квітня 1920 року міста Вознесенськ (бій за Вознесенськ), де знаходилися величезні армійські склади зі зброєю та спорядженням.
У ході польсько-радянської війни (травень-листопад 1920 року) Гулий-Гуленко продовжував командувати 1-ю Запорізькою дивізією. У листопаді, після Ризького договору Польщі з більшовицькою Росією, українська армія змушена була перейти через р. Збруч на польську територію. Гулий-Гуленко, не бажаючи потрапити в табори для інтернованих, 10 листопада здав дивізію генералу Гаврилу Базильському. За іншою версією, його направлено в червоне запілля наказом Головного отамана Симона Петлюри через те, що командна верхівка Першого зимового походу у складі генералів Михайла Омеляновича-Павленка, Юрія Тютюнника, Олександра Загродського, Андрія Гулого-Гуленка, полковника Андрія Долуда склала військову опозицію уряду з наміром встановити воєнну диктатуру.
10-11 листопада 1920 року на чолі 365 повстанців з 50 кулеметами прорвав більшовицький фронт та пішов у партизанський рейд в район Умані. На початку грудня 1920 року Гулий-Гуленко з'єднується з козаками отаманів Семена Гризла, Дмитра Цвітковського та Петра Дерещука й оперує у районі Умані, Тального, рідного Новоархангельська. Напередодні Нового року у бою біля Христинівки Гулого-Гуленка було важко поранено. Він змушений передати командування загоном сотнику Несторенку. За допомогою козака Олександра Новохацького в середині січня 1921 року перебрався на підводі через замерзлий Дністер до Румунії та був інтернований.

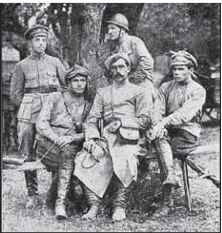
Командир Бессарабської групи Гулий-Гуленко в оточенні вояків

Після нетривалого лікування, Гулий-Гуленко береться до створення у південному Правобережжі мережі підпільних центрів, що стали б опорою при збройному виступі. У Єлисаветграді довіреною особою отамана був Іван Бардашів. Його два сини — Андрій та Іван, брат Петро, племінник Павло Бесараб воювали у дивізії Костя Блакитного. Донька Надійка виконувала обов'язки зв'язкової. Початок повстання намічався в Єлисаветграді під час першотравневих свят. Організацією повстання займався Григорій Яковенко. Очолити його повинен був генерал-хорунжий Андрій Гулий-Гуленко. Однак ВЧК уже вела єлисаветградських підпільників. У місті з'явився колишній повстанець Степової дивізії Кравченко, який працював на більшовиків та сприяв розгрому Катеринославського Повстанкому і загибелі Костя Блакитного.
У жовтні-листопаді 1921 року генерал очолив Бессарабську повстанську групу у Другому зимовому поході. У середині жовтня Гулий-Гуленко отримав наказ Повстансько-партизанського штабу виїхати в зону зосередження Південної (Бессарабської) групи. У ніч на 17 жовтня з півтора десятком старшин таємно перейшов прикордонний Дністер. Дорогою загін поповнювався людом. За розробленим планом на Уманщині та Звенигородщині необхідно було почати бойові дії з подальшим розширенням оперативного простору. У районі Новомиргорода намічалася зустріч із Запорозькою дивізією, якою генерал командував у Зимовому поході 1919—1920 років. Але вона не з'явилася у призначене місце. А ще через якийсь час гулівці дізналися про розгром головних сил у бою під Малими Міньками. Наприкінці грудня група повернулась до Румунії.
1922 року працював при місії УНР у Бухаресті.

### Арешт і суд

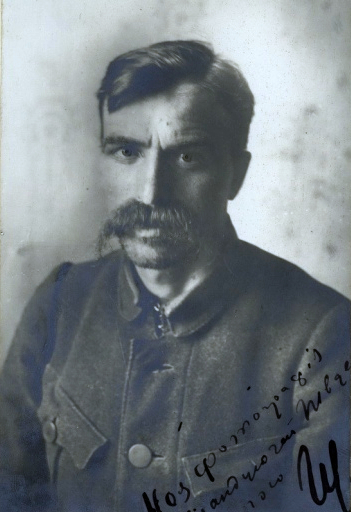
Андрій Гулий-Гуленко, фото після арешту (1922) з його власним підписом

На початку червня 1922 р. нелегально перейшов радянський кордон та вирушив до Одеси. Побував у Києві, Одесі, Єлисаветграді, дрібніших центрах, залізничних вузлах. Відвідав Холодний Яр і Чорний ліс, де зустрівся із активно діючими отаманами Ларіоном Завгороднім, Залізняком, Денисом Гупалом.
Арештований чекістами 17 липня 1922 року. 8 вересня політбюро ЦК КП(б)У прийняло постанову про процес «Гулий-Гуляєнка». Ухвалено пов'язати цей процес з організацією іноземної інтервенції та провести його в Харкові.
Три роки перебував під слідством. 28 лютого 1925 року йому сформульовано обвинувачення, а 27 травня цього ж року Харківський губернський суд, «учитывая поражение всех врагов советской власти и незыблемость её на Украине», засудив Андрія Олексійовича Гулого-Гуленка не до розстрілу, а до десяти років ув'язнення «со строгой изоляцией и конфискацией всего имущества».

### Подальша доля
30 квітня 1929 року Андрій Гулий-Гуленко колегією ОДПУ був засуджений до розстрілу за ст. 58-6 КК  РРФСР і 10 травня, того ж року, страчений у Москві. Похований на Ваганьковському кладовищі.

## Сім'я
Мав сина Володимира, який залишився в Україні. Після всиновлення отримав прізвище Барладяну-Бирладник. В 1944 році був заарештований, засуджений до 10 років ув'язнення, працював у таборі лікарем, помер в 1946 році. Онук — Василь Барладяну-Бирладник (1942—2010), викладач Одеської національної юридичної академії, учасник дисидентського руху, в 1977—1983 роках знаходився в ув'язненні, помер в Одесі.

## Вшанування пам'яті
- Провулок Гулого-Гуленка у місті Кропивницькому.
- Вулиця Гулого-Гуленка у місті Первомайську Миколаївської області.
- У місті Дніпро вулицю Мічуріна перейменували на вулицю Андрія Гулого-Гуленка[2].
- У місті Одесі вулицю Віце-адмірала Азарова перейменували на вулицю Андрія Гулого-Гуленка[3].

## Нагороди
- Орден Святого Георгія 4 ст. (04.03.1917), Перша світова війна (1914–1917);
- Залізний хрест УНР, Перший зимовий похід (1919–1920).